# Сільське кохання
Сільське кохання (фр. L'Amour au village) — картина, котру створив французький художник Жуль Бастьєн-Лепаж (1848—1884).

## Опис твору
Поламаний дерев'яний паркан, що розмежовує дві земельні ділянки, погане місце для побаченя. Воно неефектне і не додає краси картині, котру подаватимуть на виставку. Там переважають інші смаки. Саме незрабний дерев'яний паркан стане місцем теплої зустрічі сільського парубка із його обраницею — на картині художника.
Природність оточення з розквітлими настурціями-капуцинами та стеблами фасолі — лише підкреслили природність почуття молодих. Можливо, вони щойно відірвались від роботи, бо одягнені просто, а парубок ще й в цілком робочому одязі. Вказівкою на те, що праця іде, є фігура селянки, що теж порається на городі вдалині. На тлі картини — сільські помешкання і вежа сільської церкви.
Але головні персонажі картини — молода дівчини, обличчя якої не видно, і парубок, що ніяковіє, мне власні пальці, але не може підійти і на крок від дівчиники з тонкими косицями. Можливо, справжність почуття молодят захопила і художника, що насмілився в великому за розмірами полотні подати саме їх сільське кохання, а не чергового ділка, парадні портрети яких заполонили тоді Паризький Салон.

## Проблема сільської тематики в мистецтві 19 ст

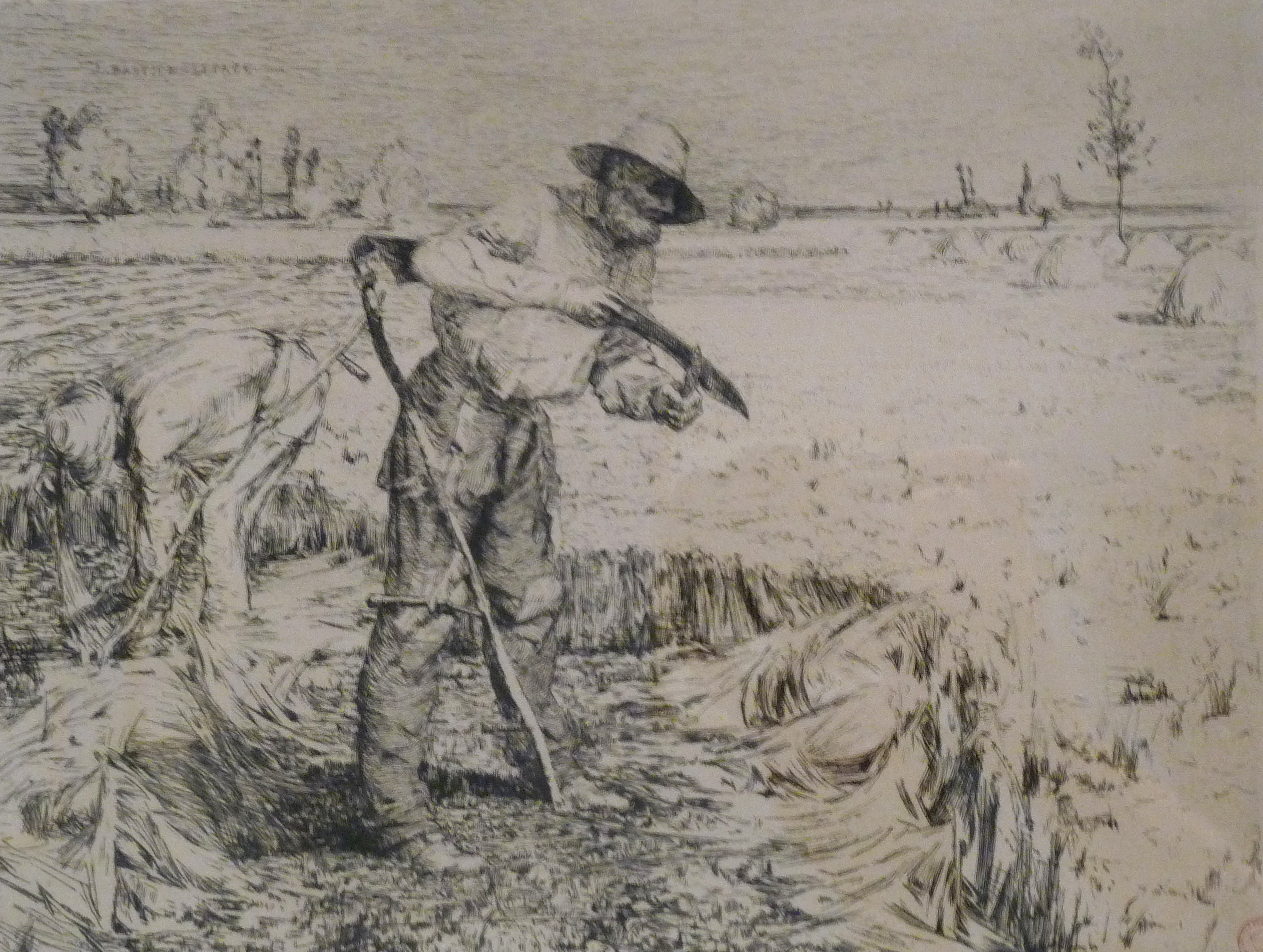
«Жнива», малюнок 1878 року

Ще під час навчання в Парижі Жуль Бастьєн-Лепаж ніяк не міг узгодити прагення стати міським художником і відсахнутися від власного сільського походження та прихильності до останнього. Адже десятки художників бралися робити то «Діогена з ліхтарем», то «Пріама, що благав Ахіллеса віддати мертве тіло Гектора», робив і він. Обмаль було тих майстрів, хто повертав у мистецтво побут і саме існування тисяч французьких селян, котрих старанно не помічало офіційне французьке мистецтво. Серед тих, хто помічав і співчував — Франсуа Мілле, іноді Курбе, Жуль Бретон, Вінсент ван Гог, дивацький італієць Джованні Сегантіні, котрий не малював краєвидів теплої Італії з пальмами, танцями і багатими туристами.
Лише в далекій Росії працювала купка художників, демократичні смаки яких теж були навернуті на народну тематику і реалізм, що згодом стане критично налаштованим.

## Провенанс

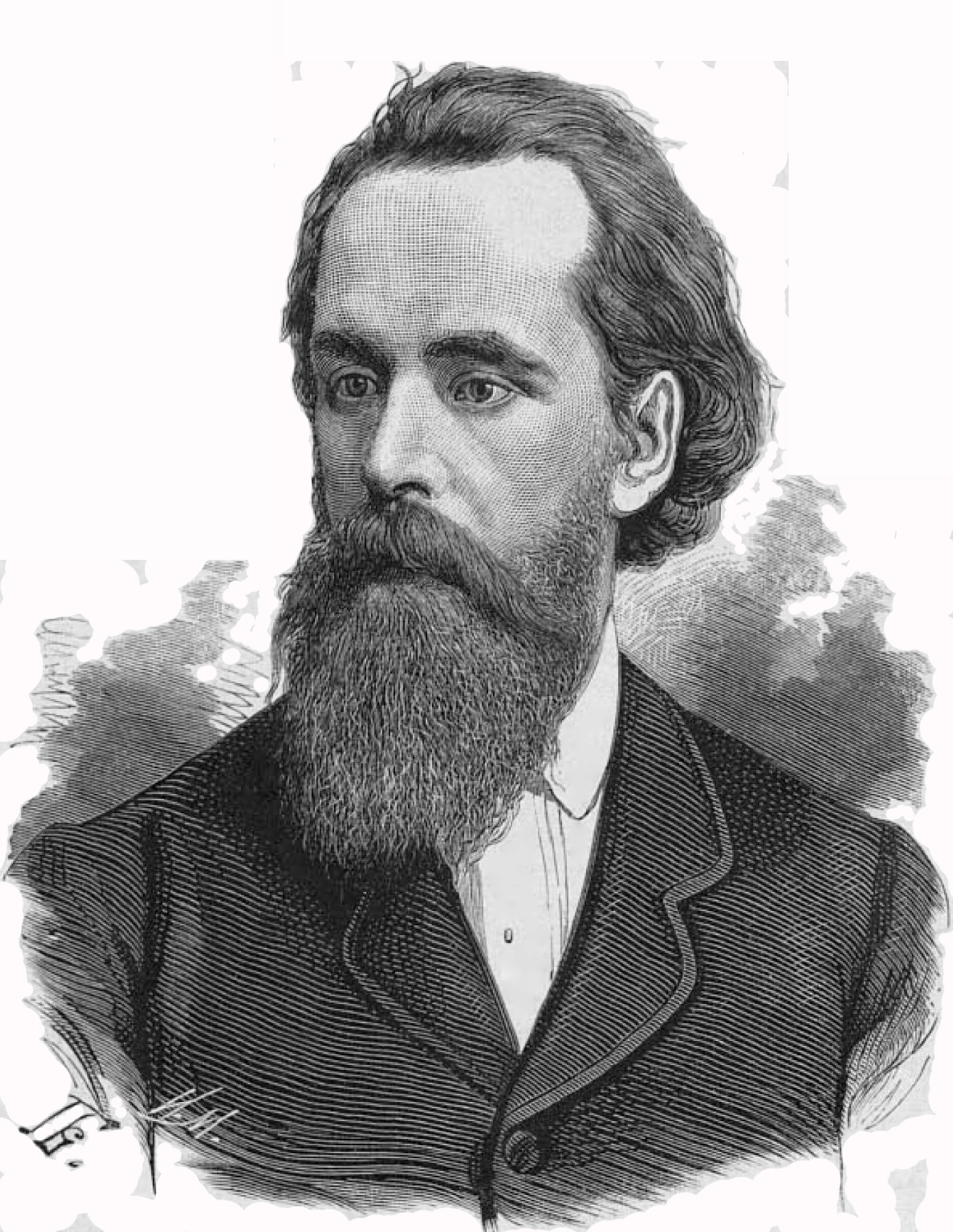
Сергій Михайлович Третьяков

Московський купець і колекціонер Сергій Третьяков придбав картину на посмертному аукціоні творів Бастьєн-Лепажа в Парижі 1885 року. Саме демократичні смаки Сергія Третьякова, вихованого на реалістичних картинах з побутовою і народною тематикою, звернули його увагу на картину подібної тематики у французького художника.
Прицінилося до картини «Сільське кохання» і керівництво Люксембурзького музею. Але там надали перевагу картині «Сіножать» і задоволений Третьяков став володарем «Сільського кохання». У власній галереї Сергія Третьякова полотно Бастьєн-Лепажа виділялось як великими розмірами, так і відверто небуржуазною тематикою. По ранній смерті Сергія Третьякова картина опинилась в опіці його брата, Павла Михайловича Третьякова, котрий, однак, не збирав картин іноземців.
За часів СРСР провели розмежування творів. В Третьяковській галереї залишили лише твори російських художників. І картини іноземних митців були видалені зі складу Третьяковської галереї та передані в московський Музей нового західного мистецтва. 1948 року полотно по ліквідації Музею нового західного мистецтва передали до Музею образотворчих мистецтв імені Пушкіна.

## Відгуки про картину
Картину «Сільське кохання» добре знали в Москві. Подивитись на неї неодноразово приходив художник Валентин Сєров. Добрий відгук про неї зробив і художник Борисов-Мусатов, що склав на честь картини невеликий вірш.
Схвально відгукувався про картину Бастьєн-Лепажа і художник Михайло Нестеров, що наполягав: «Думка моя ж була такою: картина „Сільське кохання“ за міццю, за чистотою почуттів могла би бути вивішена і в церкві. Картина ця, за теплим, глибоким змістом, більш російська, ніж французька. Перед картиною „Сільське кохання“ обряд весілля міг бути куди як бажаним, дійсним, ніж перед сучасними образами, щоразу бездушними, холодними. Бастьен-Лепаж поетичною мовою живопису відбив найчистіші прагнення двох закоханих, простих серцем людей.»